# Cal Belga
Cal Belga és una masia de Súria (Bages) protegida com a Bé Cultural d'Interès Local.

## Descripció
Edificació en dos cossos principals en angle, amb construccions auxiliars annexes. Aquests cossos principals estan dedicats a habitatge i presenten murs de maçoneria irregular recrescuts amb totxo. La coberta és a un i dos vessants. Una inscripció sobre la porta ofereix la data de "1852".

## Història
Al cens de 1860 apareix com una edificació de dos pisos i en el de 1877 com masia habitada, també de dos pisos. Els seus amos s'ocupaven de l'ermita vella de Sant Salvador del Quer, per això hi ha un camí que hi mena.